# Josef Kompalla
Josef Jupp Kompalla (* 13. März 1936 in Kattowitz) ist ein ehemaliger deutsch-polnischer Eishockeyspieler und -schiedsrichter. Er ist Mitglied der IIHF Hall of Fame (seit 2003) und der Hall of Fame Deutschland sowie Träger des Bundesverdienstkreuzes am Bande.

## Karriere

### Als Spieler
Schon als Spieler konnte er einige Erfolge feiern. In der Jugend spielte er für Gwardia Kattowitz, zwischen 1954 und 1958 für Gornik Kattowitz in der ersten polnischen Liga. Für die polnische Nationalmannschaft lief er zweimal auf. Ebenfalls zwei B-Länderspiele bestritt er nach seiner Flucht auch für Deutschland. In der Eishockey-Bundesliga war er bei Preussen Krefeld beschäftigt und bestritt 139 Ligaspiele.

### Als Schiedsrichter
Nach dem Ende seiner Spielerkarriere im Sommer 1969 wechselte Kompalla ins Schiedsrichterwesen des Deutschen Eishockey-Bundes. Bis 1992 war er Unparteiischer in über 2.000 Erstliga-Spielen und 157 Länderspielen, unter anderem bei Olympischen Spielen (1976, 1980, 1984), Weltmeisterschaften (1972, 1973, 1974, 1975, 1977, 1978, 1981, 1982, 1983, 1985, 1986) oder dem Spengler Cup. Als Höhepunkt seiner Karriere wird die Leitung des entscheidenden Spiels der Summit Series 1972 zwischen der UdSSR und Kanada angesehen. Im Rahmen des Deutschland Cups 1992 beendete er seine Karriere mit der Partie der Sowjetunion gegen die Tschechoslowakei in Stuttgart. In den 70er und 80er Jahren wurde er 13 Mal in Folge von Lesern des Eishockey Magazins zum Schiedsrichter des Jahres gewählt.
Auftritte von ihm bei Heimspielen der DEG wurden vom Publikum regelmäßig mit dem Lied „Oh mir tun die Augen weh, wenn ich den Kompalla seh“ begleitet.
Auch danach blieb Kompalla dem Eishockeysport erhalten, indem er die Ausbildung von Nachwuchs-Schiedsrichtern und die Aufgabe des Schiri-Beobachters bei Weltmeisterschaften übernahm. Bis heute ist er DEL-Schiedsrichter-Beobachter, Mitglied des DEL-Disziplinarausschusses und leitet Prominenten- und Jubiläumsspiele.
Seine Tochter Nicole war Ende der 1980er Jahre ebenfalls Eishockey-Schiedsrichterin in der Bundesliga.